# Bømlo (Schiff)
Die Bømlo ist eine Doppelendfähre der norwegischen Reederei Torghatten Nord.

## Geschichte
Die Fähre wurde im September 2003 bestellt. Sie wurde unter der Baunummer 1141 auf der polnischen Werft Stocznia Polnocna (Northern Shipyard) in Danzig für die norwegische Reederei Bastø Fosen gebaut. Sie ist die einzige gebaute Einheit des Werfttyps SKS 212. Der Schiffstyp wurde von Remontowa Marine Design & Consulting in Zusammenarbeit mit der Reederei entworfen.
Die Kiellegung fand am 16. Februar, der Stapellauf am 16. Juli 2004 statt. Die Fertigstellung des Schiffes erfolgte am 23. Februar 2005.
Die Fähre wurde Anfang März 2005 als Bastø III in Dienst gestellt. Bastø Fosen setzte sie zusammen mit den Fähren Bastø I und Bastø II über den Oslofjord zwischen Horten und Moss ein. Sie ersetzte hier die gecharterte Sogn.
Ab Anfang 2019 verkehrte die Fähre in Charter der Reederei Torghatten Nord über Bjørnafjord und Langenuen im Verlauf der E 39 zwischen Halhjem und Sandvikvåg. Torghatten Nord hatte die Verbindung Anfang 2019 übernommen, die dafür vorgesehenen Fährneubauten des Typs MM125FD LNG waren zu dem Zeitpunkt von der Bauwerft aber noch nicht geliefert worden. Ende 2019 wurde die Fähre an die Reederei Torghatten Nord verkauft. Das in Bømlo (nach der norwegischen Kommune) umbenannte Schiff dient in erster Linie als Ersatzschiff für die Strecke zwischen Halhjem und Sandvikvåg.

## Technische Daten und Ausstattung
Die Fähre wird von zwei Sechszylinder-Dieselmotoren von Wärtsilä-Vasa (Typ: 6R32) mit jeweils 2460 kW Leistung angetrieben. Die Motoren wirken über Untersetzungsgetriebe auf jeweils einen Verstellpropeller an den beiden Enden der Fähre oder gemeinsam auf einen der beiden Propeller. Für die Stromerzeugung stehen zwei von Mitsubishi-Dieselmotoren mit jeweils 350 kW Leistung angetriebene Generatoren zur Verfügung. Weiterhin wurde ein von einem Mitsubishi-Dieselmotor mit 230 kW Leistung angetriebener Notgenerator verbaut. Die beiden Antriebsmotoren sind in zwei getrennten Maschinenräumen untergebracht.
Die Fähre verfügt über zwei Fahrzeugdecks, ein durchlaufendes Fahrzeugdeck auf dem Hauptdeck sowie ein darunter im Schiffsrumpf untergebrachten Fahrzeugdeck. Das durchlaufende Fahrzeugdeck ist 106,6 m lang. An beiden Enden des Schiffes befinden sich nach oben aufklappbare Visiere. Das Fahrzeugdeck auf dem Hauptdeck ist an beiden Enden nach oben offen. Im mittleren Bereich ist es von den Decksaufbauten überbaut.
Die Fahrzeugkapazität beträgt 212 Pkw. 86 Pkw finden auf dem durchlaufenden Fahrzeugdeck 126 Pkw auf dem darunterliegenden Fahrzeugdeck Platz. Auf dem Hauptdeck beträgt die nutzbare Höhe 5 m, auf dem darunterliegenden Deck sind es 2,4 m. Die maximale Achslast beträgt auf dem Hauptdeck 17,5 t sowie 3 t auf dem darunterliegenden Deck.
Auf dem Deck über dem durchlaufenden Fahrzeugdeck befinden sich die Einrichtungen für die Passagiere, darunter Aufenthaltsräume und ein Selbstbedienungsrestaurant. Oberhalb des Passagierdecks befinden sich drei weitere Decks unter anderem mit Einrichtungen für die Schiffsbesatzung und technische Betriebsräume. Das Steuerhaus ist mittig auf die Decksaufbauten aufgesetzt.
Das Schiff ist mit zwei Schiffsevakuierungssystemen ausgestattet.
Der Rumpf der Fähre ist eisverstärkt (Eisklasse C).